# Ernest Moore
Ernest Eugene Moore é um médico, cirurgião especialista em trauma. Graduou-se na Escola de Medicina da Universidade de Pittsburgh, fez Cirurgia na Escola de Medicina da Universidade de Vermont. Atualmente, trabalha em Denver e possui relações com Aspen, Vail e Steamboat Springs. 
É Vice Chairman do Departamento de Cirurgia do Centro de Ciências da Saúde da Universidade de Colorado, onde também já foi chefe da Divisão de Trauma e Emergências Médicas. É chefe do Serviço de Trauma do Centro de Trauma Regional Rocky Mountain e chefe do Departamento de Cirurgia do Denver Health Medical Center. Também é conselheiro médico do Steamboat Springs Ski Patrol. 
É ex-presidente da American Association for the Surgery of Trauma (AAST).  
É referência mundial em trauma, sendo convidado para palestrar em diversas partes do mundo, como no XXIII Congreso Panamericano do Trauma, realizado em Montevideo 

## Livros
MATTOX, Kenneth L.; FELICIANO, David V.; MOORE, Ernest Eugene. Trauma. 6. ed. Rio de Janeiro: Revinter, 2008. 
MATTOX, Kenneth L.; FELICIANO, David V.; MOORE, Ernest Eugene. Manual do Trauma. 4. ed. Artmed, 2004. 
HARKEN, Alden H.; MOORE, Ernest Eugene. Abernathy's Surgical Secrets. Elsevier. 6.ed. 2009. 
MOORE, Ernest Eugene; EISEMAN, Ben; WAY, Charles W. Van. Critical decisions in trauma. Michigan: C.V. Mosby Co., 1984. 
MOORE, Ernest Eugene. Early care of the injured patient. 4. ed. B.C. Decker, 1990.
Richard L. Gamelli, Roger S. Foster, Ernest Eugene Moore. Q & A review of surgery. Mosby, 1995. 235 páginas. 
MOORE, Ernest Eugene. Horizons in general surgery. Excerpta Medica, 1997. 70 páginas. 